# 23. Sinfonie (Mozart)
Die Sinfonie D-Dur Köchelverzeichnis 181 komponierte Wolfgang Amadeus Mozart 1773 in Salzburg. Nach der Alten Mozart-Ausgabe trägt die Sinfonie die Nummer 23.
Das Autograph ist datiert vom 19. Mai 1773. Bezüglich Entstehungsgeschichte und Kompositionsanlass siehe bei der Sinfonie Köchelverzeichnis (KV) 162.
Von der dreisätzigen Form her entspricht das Stück dem italienischen Sinfonietypus (Ouvertüren-Typus), wobei die Sätze wie bei KV 184 und KV 318 ineinander übergehen. Einen ouvertürenartigen Charakter hat insbesondere der erste Satz mit den Fanfaren, virtuosen Läufen und flächenhaften Tremolo-Passagen. Volker Scherliess (2005) sieht hierin einen Einfluss der Mannheimer Schule. „Weitere Merkmale von Mozarts Auseinandersetzung mit dem Mannheimer Stil ließen sich nennen, beispielsweise die engen, kapriziösen forte-piano-Wechsel, oder auch Details der Instrumentenbehandlung, etwa die dialogisierenden Partien zwischen ersten und zweiten Violinen im Presto assai.“ Im Mittelsatz ist die arienartige Melodie für Solo-Oboe auffällig, der Schlusssatz vom Kehraus-Typ trägt marschartige Züge.

## Zur Musik
Besetzung: zwei Oboen, zwei Hörner in D, zwei Trompeten in D, zwei Violinen, zwei Violen, Cello, Kontrabass. Zudem war es damals üblich, zur Verstärkung der Bassstimme ein Fagott und als Generalbass-Instrument ein Cembalo einzusetzen (sofern im jeweiligen Orchester vorhanden), entsprechendes gilt für die oft parallel mit Trompeten benutzten Pauken.
Aufführungszeit: ca. 8–10 Minuten.
Bei den hier benutzten Begriffen der Sonatensatzform ist zu berücksichtigen, dass dieses Schema in der ersten Hälfte des 19. Jahrhunderts entworfen wurde (siehe dort) und von daher nur mit Einschränkungen auf die Sinfonie KV 181 übertragen werden kann.
Die hier vorgenommene Beschreibung und Gliederung der Sätze ist als Vorschlag zu verstehen. Je nach Standpunkt sind auch andere Abgrenzungen und Deutungen möglich.

### Erster Satz: Allegro spiritoso
D-Dur, 4/4-Takt, 181 Takte
Der Satz eröffnet als Forte-Fanfare, bei der der Bass über flächigem Tremolo und Bläserakkorden eine gebrochene Dreiklangsfigur spielt (ähnlich bei KV 162), gefolgt von einem „raketenartig“ aufsteigenden D-Dur-Lauf in den Violinen. Der anschließende Abschnitt bis zum zweiten Thema ist für einen ouvertürenartigen Sinfonietyp relativ lang gehalten (Takt 5–69) und besteht aus folgenden Abschnitten:
- Abschnitt 1 (Takt 5–23): Klangflächen mit Tremolo und Akkorden über gehender Dreiklangsfigur im Bass  (also ähnlich wie Takt 1/2); die Klangfläche variiert zwischen Forte und Piano und führt über g-Moll, d-Moll und B-Dur nach A-Dur.
- Abschnitt 2 (Takt 23–30): ruhige Passage mit gebundenen halben Noten über Tonrepetitionsbass auf D.
- Abschnitt 3 (Takt 31–38): aufsteigende, gehende Bassbewegung über Synkopen der Violinen.
- Abschnitt 4 (Takt 39–69): Tremolo unter durchlaufendem Bass, virtuose Sechzehntel-Läufe z. T. im Dialog zwischen 1. und 2. Violine. Einschaltet ist ein fanfarenartiges Motiv mit punktiertem Rhythmus, das versetzt zwischen den Violinen, den Oboen und Viola / Bass auftritt (Takt 50–57). Der Anfang der Bassfigur in Takt 39 erinnert an jene aus Takt 31. In Takt 69 ist nach einer Akkord-Kadenz die Dominante A-Dur erreicht.

In A-Dur wird nun das zweite Thema (Takt 80-77) piano vorgetragen. Es ist symmetrisch aufgebaut mit „Frage“ der 1. Violine und „Antwort“ von Oboen, 2. Violine und Viola. Diese viertaktige Struktur wird wiederholt. Auf die Schlussgruppe (Takt 78–86) mit ihrem Tremolo und der sich aufschraubenden Melodielinie folgt nach einer Überleitungspassage die fast wörtliche Wiederholung des ersten Satzteils, jedoch ohne die Eingangsfanfare und mit der Ausnahme, dass die Harmonien auf die Tonika D-Dur bezogen sind. Mit weiteren Überleitungstakten führt der Satz ohne Zäsur in das Andantino.

### Zweiter Satz: Andantino grazioso
G-Dur, 3/8-Takt, 88 Takte
Die Audiowiedergabe wird in deinem Browser nicht unterstützt. Du kannst die Audiodatei herunterladen.
Die Streicher spielen piano ihre Melodie in abgesetzter Bewegung, die aus drei Viertaktern aufgebaut ist (Takt 1–12). Die Melodie wird ab Takt 15 von der 1. Oboe (von Mozart in der Partitur mit „Solo“ hervorgehoben) in der Dominante D-Dur als gesangliche, arienartige Fortspinnung weitergeführt. Der dritte Teil ist dabei nicht mehr viertaktig, sondern achttaktig und mündet zunächst trugschlussartig in die Dominantparallele h-Moll (Takt 31), bei der anschließenden Wiederholung dann in die Dominante D-Dur.
Es folgt ein kurzer Überleitungsabschnitt mit betonten Vorhalten, der ab Takt 44 in die fast wörtliche Wiederholung des bisherigen Materials führt. Die Oboenmelodie steht nun jedoch in der Tonika G-Dur. Die Überleitungspassage mit den betonten Vorhalten wechselt nach D-Dur und mündet ohne Zäsur in den dritten Satz.

### Dritter Satz: Presto assai
D-Dur, 2/4-Takt, 166 Takte
Die Audiowiedergabe wird in deinem Browser nicht unterstützt. Du kannst die Audiodatei herunterladen.
Der Satz ist als Rondo aufgebaut:
- Vorstellung des Hauptthemas A (Refrain) in D-Dur, Takt 1–16. Es weist durch seinen punktierten Rhythmus einen marschartigen Charakter auf. Vorder- und Nachsatz sind jeweils achttaktig.
- Das erste Couplet (A-Dur, Takt 17–40) besteht aus drei ebenfalls achttaktigen Einheiten, wobei die erste und letzte durch eine Trillerfloskel, die mittlere durch Forte-Unisono-Akkorde im marschartig-punktierten Rhythmus gekennzeichnet ist.
- Refrain (D-Dur, Takt 41–56).
- Das zweite Couplet (d-Moll, Takt 57–80) ist wiederum aus drei achttaktigen Einheiten angelegt. Die ersten beiden entsprechen einander wie Vorder- und Nachsatz, sind nur für die Violinen gehalten und durch eine abgesetzte Achtelbewegung sowie die Trillerfloskel vom ersten Couplet gekennzeichnet. Die letzte Einheit weist eine fallende, abgesetzte Figur in den Oboen / der Viola und einen Orgelpunkt des Horns auf (die Violinen schweigen), sie ist nochmals in zwei viertaktige Untereinheiten gliederbar.
- Refrain (D-Dur, Takt 81–96).
- Das dritte Couplet (D-Dur, Takt 97–120) ist eine Variante des zweiten.
- Refrain (D-Dur, Takt 121–136).
- Coda D-Dur, Takt 137–166: Nochmals das Hauptthema, aber Vordersatz im Piano, ab Takt 152 weitere Dreiklangsmelodik mit Marschcharakter.

Auffällig ist neben dem starken Marschcharakter des Hauptthemas der symmetrische Aufbau sowohl von Hauptthema als auch der Zwischenteile aus kleinteiligen Einheiten.